# Оперисан од љубави
Оперисан од љубави је назив песме коју је српска певачица Милице Павловић објавила 27. јула 2017. године за Гранд Продукцију као поклон својој публици.

## О синглу
Након великог успеха другог студијског албума Богиња певачица Милица Павловић је донела одлуку да награди своју верну публику. Када су песме са поменутог албума прешле више од 200 милиона прегледа на сајту Јутјуб Милица је у жељи да се одужи публици и фановима објавила спот за песму Оперисан од љубави. 

## Нова сарадња са Фивосом и Марином Туцаковић
Песма Могла сам је постигла велики успех, па је Милица решила да настави успешну сарадњу са ауторима који су јој направили поменути хит. Грчки композитор Фивос је направио песму у којој је помешао поп-фолк ноте са рок звуком, док је текст написала Марина Туцаковић. Милица је ову песму најавила фотографијом на друштвеним мрежама и тако све изненадила. 

## Спот инспирисан филмом "Малена"
Спот за песму Оперисан од љубави је снимљен на Петроварадину у Новом Саду и режирао га је Александар Керекеш Кеки. У српским медијима се спекулисало да је Милица у ову песму и спот уложила око 50.000 евра.  Сам спот је инспирисан филмом "Малена" и познатом глумицом Моником Белучи, што је код публике изазвало опречна мишљења и бројне контроверзе. 

## Промоција песме на крову хотела
Милица је дан пре званичне премијере песме Оперисан од љубави организовала гламурозну промоцију за медије, колеге и пријатеље, која се одиграла на крову једног београдског хотела.  Највеће интересовање је изазвао долазак Марине Туцаковић, која се појавила знатно мршавија него раније, па се касније сазнало да је смршала због нарушеног здравственог стања. 

## Успех песме
Песма Оперисан од љубави је била један од највећих хитова тог лета и годину и по дана од објављивања, у новембру 2018. године на сајту Јутјуб броји више од 23 милиона прегледа.

## Песма се допала победници "Евровизије"
Неколико месеци након што је песма Оперисан од љубави објављена појавила се информација да се веома допала грчкој певачици Елени Папаризу, која је позната као победница на Песми Евровизије 2005., те се спекулисало о томе да је размишљала о томе да је препева на грчки језик, будући да и она сарађује са композитором Фивосом. 